# Нафтуле Брандвейн
Нафтуле Брандвейн (англ. Naftule "Nifty" Brandwein чи Brandwine; 1884—1963) ― єврейський кларнетист, одна за найбільш впливових постатей в історії клезмерської музики.

## Біографія
Народився в містечку Перемишляни на Галичині (нині Львівська область) у родині музиканта-клезмера. Батько, Песах Брандвейн, грав на скрипці і був весільним поетом-імпровізатором. Разом з 12 синами, він заснував найбільш відомий клезмерський гурт на Галичині. Першим учителем Нафтуле став його брат Азріель, який грав на корнеті.
У 1908 році Брандвейн емігрував до США, де невдовзі став зіркою, зробивши багато записів на грамплатівки і оголосивши себе «Королем клезмера». Певний час він грав в оркестрі Ейба Шварца, а у 1923 році організував власний оркестр. Найактивніший період в кар'єрі Брандвейна припав на середину 20-х років, після чого інтерес до його творчості почав спадати. У 1941 році Брандвейн здійснив свій останній запис, відомостей про його подальше життя вкрай мало. Відомо, що він жив і виступав у мережі готелів «Борщевий пояс» в Катскільських горах.

## Дискографія
- 1997: King of the Klezmer Clarinet[3].

## Цікаві факти
Нафтуле Брандвейн є дядьком Леопольда Козловського, якого називають останнім клезмером Галичини.